# Saliha Sultan (dcera Ahmeda III.)
Saliha Sultan (20. dubna 1715 Edirne – 11. října 1778 Istanbul) byla osmanská princezna. Byla dcerou sultána Ahmeda III. a jeho konkubíny Hatem Hanimefendi. Byla poloviční sestrou sultána Mustafy III. a Abdulhamida I., také byla sestřenicí sultána Mahmuda I. a Osmana III. 

## Život
Měla bratra, prince Selima, který však zemřel ještě dřív, než dosáhl plnoletosti. Ve věku 12 let se provdala za Damata Sari Mustafu Pashu (21. října 1727). Měli spolu syna a tři dcery. V roce 1732 se stala vdovou. Dne 30. dubna 1740 se opět provdala, tentokrát za Damata Aliho Pashu, se kterým neměla žádné děti. Znovu ovdověla v dubnu 1744. Ještě téhož roku v prosinci se provdala za Damata Yahyu Pashu. Opět ovdověla v roce 1757. 
28. února 1757 se provdala za Damata Kocu Mehmeda Ragip Pashu, který byl osmanským státníkem a v letech 1757–1763 byl velkovezírem. V letech 1744–8 byl Koca guvernérem Egypta. Do roku 1744 byl pouhým zástupcem guvernéra. 